# Gaspare Ordoño de Rosales
Gaspare Ordoño de Rosales (Milano, 10 agosto 1802 – Como, 12 gennaio 1887) è stato un patriota italiano, amico di Giuseppe Mazzini e di altri grandi patrioti.

## Biografia
La famiglia Ordoño de Rosales è originaria di Burgos in Spagna, dove godeva di privilegi ed onori sin dai tempi più remoti. Stabilitasi in Italia al principio del Cinquecento è genealogicamente provata a partire da Benedetto, che abbandona la Spagna al seguito di Ferdinando il Cattolico in occasione della conquista del Reame di Napoli.
Il discendente Luigi (Milano 1749 - Firenze, 1820), capitano di fanteria, Ciambellano dell'Arciduca d'Austria, Consigliere del Supremo Tribunale di giustizia, sposa la contessa Maria Po di Nerviano. Dal matrimonio nasce, nel 1802, un solo figlio: Gaspare.
Era un periodo di profonda crisi della nobiltà milanese, specie per quelli che ancora speravano nelle fortune dell'Austria. Infatti i francesi del Bonaparte, "Quater strasciun senza camisa, senza s'ciopp, senza divisa, senza scarp, senza calsett" (come li descriveva una canzone dialettale del tempo), avevano fortemente contrastato la nobiltà instaurando un regime repubblicano. Dopo un periodo di acceso giacobinismo, anche Bonaparte cercò di riconquistare la città. Ed all'arrivo nel proclamato Regno d'Italia di Eugenio Beauharnais la nobiltà fu conquistata alle idee del nuovo regime. I Rosales ed in particolare Luigi non seguirono l'andazzo della nobiltà, rimanendo fedeli all'Austria pur evitando di esporsi.
Alla morte del padre nel 1820 Gaspare diviene l'erede dei beni della famiglia ed inizia la sua tormentata vita sociale.
Prima un duello con il Conte Eduard Clam-Gallas, vietato dalla polizia e svoltosi il 7 dicembre del 1823 a Vico di Como.
Poi l'amore "scandaloso" con Maria Cigalini della Torre di Rezzonico (figlia del marchese Marco Cigalini appartenente alla nobiltà comasca), sposa a diciassette anni del conte Antonio Dal Verme.
Approfittando dell'assenza del marito, i due amanti fuggono per la prima volta l'8 agosto 1826 nella casa di campagna del Rosales a Buscate, e sono successivamente oggetto di indagini dalla attentissima polizia austriaca che controlla con eguale intransigenza la vita privata come quella pubblica alla ricerca di qualsiasi "disordine" capace di perturbare l'Impero.
Nello stesso anno avveniva la separazione legale dei coniugi Dal Verme-Cigalini, ed il 28 agosto dell'anno successivo nasceva, dalla relazione dei due amanti, Anna Giuseppina.  Successivamente la coppia avrà un altro figlio, Luigi.
"Quello spirito di libertà e di indipendenza che aveva spinto Maria Cigalini a fuggire da un marito che non amava, per correre tra le braccia di un amante che adorava, la rendeva avversa anche alle condizioni politiche della patria. E se la polizia fosse entrata in buon punto in quel piccolo caffè sito innanzi alla Scala, in un locale che la padrona conservava ad alcuni clienti di particolare importanza, avrebbe trovato tra le Giardiniere, come i Carbonari chiamavano le donne affiliate alla loro associazione, anche la contessa."
Continua quindi l'attività clandestina dei due amanti fino al 1833, quando Gaspare è costretto a vendere la Villa di Buscate e riparare in Svizzera per sfuggire la repressione austriaca: il ricavato servirà anche a finanziare la Giovine Italia di Giuseppe Mazzini.
I rapporti tra Gaspare Rosales e Mazzini, molto stretti durante tutto il periodo della clandestinità, sono testimoniati da un ricco carteggio epistolare (raccolto e pubblicato dal figlio Luigi. Come ricordato da numerose lettere del Mazzini, Gaspare Rosales sarà per tutto questo periodo uno dei più importanti finanziatori della causa repubblicana oltre che fornire riparo ai patrioti nelle sue residenze sparse per l'Italia e la Svizzera. Questa costante opera di sostegno economico porterà Gaspare Rosales a dilapidare gran parte del suo patrimonio.
Nel 1834 organizza e partecipa alla spedizione di Savoia, un maldestro tentativo di invasione del Regno Sardo, che gli frutterà un processo per alto tradimento da parte dei governi sardo e austriaco. Viene condannato a morte in contumacia.
Usufruisce poi di una amnistia imperiale che gli permette di riprendere la sua attività tra Francia e Svizzera oltre che poter rientrare a Milano. Rimane un sorvegliato speciale, seguito da spie e da rapporti di polizia: il Metternich (onnipotente "eminenza grigia" dell'Impero) in risposta alla polizia che chiedeva se concedere o meno il passaporto al Rosales, risponde positivamente, per non inimicarsi la nobiltà lombarda, ma ricorda che fra perdonare e dimenticare corre una bella differenza.
Ed è proprio a Milano che, alla vigilia di grandi rivolte, il Rosales viene precauzionalmente arrestato il 22 gennaio 1848. L'ordine di arresto riguardava alcuni cittadini politicamente pericolosi: oltre al Rosales, il conte Stampa Soncino, Achille Battaglia, Cesare Cantù ed il dottore Fisico Belcredi. Solo Rosales, Soncino e Battaglia sono però effettivamente rintracciati, arrestati e tradotti dopo un durissimo viaggio al carcere di Lubiana. Allo scoppiare delle "cinque giornate di Milano", Rosales è ancora in carcere e vi rimarrà fino al 29 marzo 1848, quando usufruisce, con gli altri detenuti politici, dell'amnistia e può rientrare in Italia. Ma è un breve periodo di sosta: è già attivo nella guerra del 1848, e Gaspare preferisce militare nell'esercito pontificio che in quello sabaudo avversato dai repubblicani di Mazzini. Nello stesso anno il 7 aprile Mazzini ritorna dopo anni di esilio in Italia e viene ospitato nella casa milanese di Via Borgo Spesso dalla Cigalini. Casa Rosales diviene il quartier generale di Mazzini a Milano.
Dopo le sfortunate campagne militari che vedono il Rosales a Bologna con Massimo d'Azeglio, a Vicenza durante l'assedio austriaco, in Toscana (dove viene per errore arrestato), si trasferisce a Genova con altri esuli. Anche la moglie con i figli deve riparare a Lugano.
Come molti altri esuli mazziniani finisce poi per confluire in Piemonte dove è organizzato un vero e proprio esercito di volontari che affianca le truppe regolari piemontesi e francesi.
È con questo esercito che Gaspare Rosales combatterà nel 1859 la battaglia di Magenta che vedrà avversari da una parte l'Austria e dall'altra l'alleanza franco-piemontese.
Gaspare Rosales continuerà la sua intensa vita, sposerà Maria Cigalini rimasta vedova e morirà a Como nel 1887.
Gaspare III Ordoño de Rosales è stato proprietario della Villa omonima a Buscate (Mi) poi divenuta Abbiate come testimonia la lapide apposta sulla facciata.
SUL FINIRE DEL SECOLO XVIII

I MARCHESI ORDONO DE ROSALES,

SUCCEDUTI AI NOVATI BENTIVOGLIO

NEL FEUDO DI BUSCATE,

GIA' SECOLARE POSSESSO DEI VISCONTI,

QUESTA CASA EDIFICAVANO

PER GLI OZI AUTUNNALI.

NEL SUCCESSIVO SECOLO XIX

GASPARE DE ROSALES,

DISCEPOLO E LUOGOTENENTE

DI GIUSEPPE MAZZINI,

QUESTA CASA CHE AVEVA OSPITATO

SEGRETAMENTE L'APOSTOLO,

CON LE ANNESSE TERRE ALIENAVA

PER SOVVENIRE

LA GIOVINE ITALIA.

AGLI INIZI DEL SECOLO XX

IL SENATORE MARIO ABBIATE,

RIUNITE E BONIFICATE

LE DISPERSE TERRE DELL'ANTICO FEUDO,

QUESTA CASA RINNOVAVA

OVE ALEGGIA LO SPIRITO

CHE LA PATRIA REDENSE.
La Villa di Buscate col suo parco "romantico" è stata la meta di numerose fughe d'amore di Gaspare Rosales con Maria Cigalini.